# Abrochia consobrina
Abrochia consobrina är en fjärilsart som beskrevs av Walker 1856. Abrochia consobrina ingår i släktet Abrochia och familjen björnspinnare. Inga underarter finns listade i Catalogue of Life.